# François Sagat
François Sagat (ur. 5 czerwca 1979 w Cognac) – francusko-libański aktor filmowy, model i aktor pornograficzny.
W lipcu 2019 zajął dwudzieste drugie miejsce w rankingu „250 największych gejowskich gwiazd porno w historii”.

## Życiorys

### Wczesne lata
Urodził się w południowo-zachodniej części Francji, w Cognac w departamencie Charente jako syn Francuzów o arabskich korzeniach. Jego matka była Libanką, a ojciec miał słowacko-libańskie korzenie. Sagat jest kuzynem wokalistki Alison Moyet.
Od dziecka interesował się światem mody. Ze względu na dziewczęcy styl bycia był prześladowany w szkole średniej. W wieku osiemnastu lat, w nadziei na zdobycie pracy w branży mody, przeniósł się z rodzinnego Cognac do Paryża. Po ukończeniu szkoły przez dwa lata pracował jako model i krótko pracował w różnych domach mody jako asystent.

### Kariera w branży porno

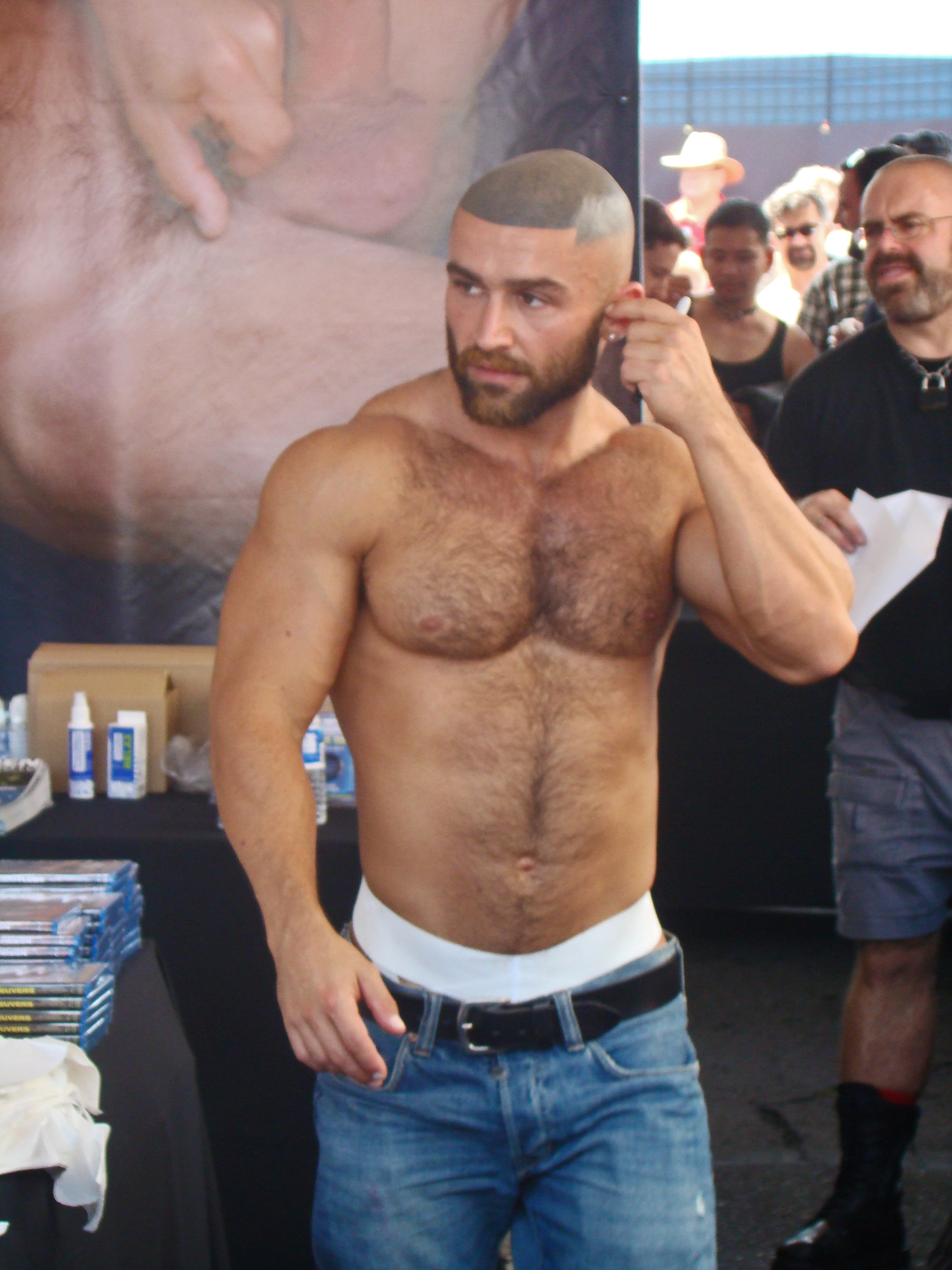
Sagat podczas Folsom Street Fair, 2009

W wieku dwudziestu pięciu lat, podczas korzystania z gejowskiego czatu, nawiązał kontakt z przedstawicielami studia pornograficznego o nazwie Citébeur, którzy zaoferowali mu współpracę. Kilka tygodni później Sagat wystąpił po raz pierwszy w filmie erotycznym, który to spotkał się z entuzjastycznym przyjęciem. Sześć miesięcy potem przeniósł się do Stanów Zjednoczonych, by wystąpić w filmie Arabesque. Wówczas zdecydował, że zamieszka w USA. Był obsadzony w filmach pornograficznych o homo- i biseksualnej tematyce.
19 października 2006 podczas Erotic Film Festival HeatGay Awards w Berlinie został uhonorowany EroticLine Award w kategorii „Najlepszy europejski aktor”.
Pojawił się na wielu okładkach pornograficznych pism gejowskich, w tym „Honcho” (w czerwcu 2006, w maju 2007 i w lipcu 2007), „Jock” (we wrześniu 2006), „Unzipped” (w styczniu 2007, w kwietniu 2008, w czerwcu 2008 i we wrześniu 2009 z Erikiem Rhodesem), „Blueboy” (w czerwcu 2006), „Inches” (w sierpniu 2007 i w kwietniu 2008), „Torso” (w sierpniu 2006), „Macho” (w sierpniu 2009) i „Xxx Showcase”.
W 2007 otrzymał nagrodę GayVN Award jako najlepszy gejowski wykonawca roku. Nominację do tej nagrody zdobył także rok później, wspólnie z Brendanem Daviesem i Rickiem Van Santem, za najlepszą scenę seksu grupowego w filmie Folsom Leather (2007). Był też sześciokrotnie nominowany do Grabby Award.

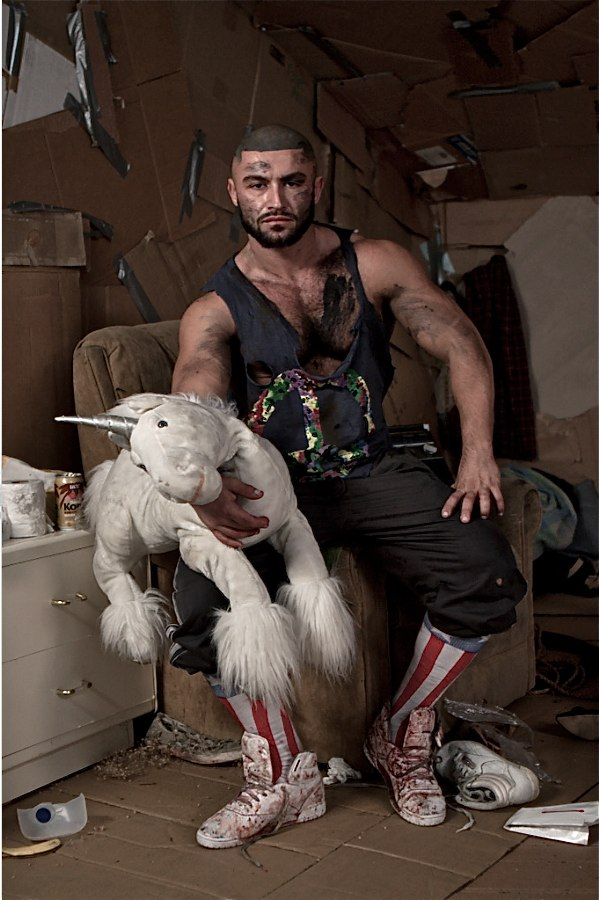
François Sagat na planie filmu L.A. Zombie (2010)

Zagrał tytułowego bohatera pornograficznego horroru Bruce’a LaBruce’a L.A. Zombie (2010) z udziałem  Matthew Rusha, Erika Rhodesa, Francesco D’Macho, Wolfa Hudsona i Tony’ego Warda.
W 2013 wspólnie z Brianem Millsem został uhonorowany nagrodą PinkX Gay Video Award, przyznawaną przez kanał telewizyjny Pink TV, w dwóch kategoriach „Najlepszy reżyser” i „Najlepszy film zagraniczny” za realizację Incubus (2012).
W 2018 zdobył trzy nominacje do Grabby Award w kategoriach: „Najlepsza grupa” w Justice League: A Gay XXX Parody (Men.com) jako Aquaman z Ryanem Bonesem (Batman), Colbym Kellerem (Zielona Latarnia), Brandonem Cody (Superman) i Johnnym Rapidem (Flash), „Najgorętsza zmiana pozycji” i „Najlepszy duet” z Johnnym V w Paris Perfect (NakedSword / Pinkx).

### Obecność w kulturze masowej
Christophe Honoré zaangażował go do roli Emmanuela, paryskiej męskiej prostytutki, w dramacie Mężczyzna w kąpieli (Homme au bain, 2010) z Chiarą Mastroianni. Tytuł filmu pochodzi od obrazu Gustave Caillebotte Man at his Bath, z 1884, który zachował się w National Gallery w Londynie. Film prezentowany był na Międzynarodowym Festiwalu Filmowym w Locarno (nominacja do nagrody Złotego Leoparda za reżyserię) i Festiwalu Filmowym w Turynie.
Był uznawany za modela charakterystycznego ze względu na swoją muskulaturę, egzotyczną urodę oraz wytatuowaną głowę. Znalazł się na okładkach magazynów: „Zero” (2009), brazylijskiego „Junior” (grudzień 2010), „Loverboy” jako Madonna (maj 2014), „L’Homo” (luty 2015), „JÓN” (2017), „Têtu” (czerwiec 2017), „Indie” (lato 2017), „Satellite” (nr 46), „Tapette” i „Attitude” (kwiecień 2021). 
W 2011 był fotografowany przez Terry’ego Richardsona, jako amerykański bohater eksponujący granat ręczny i ręczny karabin maszynowy, a także flagę USA, amerykańskich wojskowych i napis na pośladkach Don’t ask, don’t tell (Nie pytaj, nie mów). W marcu 2012 brał udział w realizacji projektu muzycznego Hadès Sylvii Gobbel, muzy zmarłego fotografa Helmuta Newtona.
Wystąpił w wideoklipie wyreżyserowanym przez Zahrę Reijs do piosenki irańsko-holenderskiej piosenkarki Sevdalizy - Bluecid (2017).
Utworzył linię odzieżową Kick Sagat.
Zagrał postać porwanego w komediodramacie Bruce’a La Bruce’a It is Not the Pornographer That is Perverse... (2018) z udziałem Allena Kinga i Colby Kellera. Film był prezentowany na Festival Internacional de Cine w Puerto Vallarta. Nagrał teledysk „Trust Me” (2018) z Igorem Dewe. Zrealizował film dokumentalny Monsieur Sagat (2020).

## Życie prywatne
We wrześniu 2007 dokonał coming outu jako homoseksualista. Przez pewien czas był w związku z innym aktorem gejowskiego porno, Francesco D’Macho.

## Filmografia
| Rok  | Tytuł                                                                         | Rola                                   | Reżyser                                                              |
| ---- | ----------------------------------------------------------------------------- | -------------------------------------- | -------------------------------------------------------------------- |
| 2007 | La nudité toute nue (film dokumentalny TV)                                    | w roli samego siebie                   | Olivier Nicklaus                                                     |
| 2009 | Plan cul (film krótkometrażowy)                                               | François                               | Olivier Nicklaus                                                     |
| 2009 | Piła VI (Saw VI)                                                              | mężczyzna uzależniony od narkotyków    | Kevin Greutert                                                       |
| 2010 | L.A. Zombie                                                                   | bezdomny schizofrenik (główny bohater) | Bruce LaBruce                                                        |
| 2010 | Mężczyzna w kąpieli (Homme au bain)                                           | Emmanuel (główny bohater)              | Christophe Honoré                                                    |
| 2010 | Multinauts (serial TV)                                                        | w roli samego siebie                   | Jennifer Juniper Stratford                                           |
| 2011 | Sagat. Gwiazdor gejowskiego porno (Sagat: The Documentary, film dokumentalny) | w roli samego siebie                   | Pascal Roche / Jérôme M. De Oliveira Brenda & Lucy Co./ADL TV/Canal+ |
| 2013 | Mr. Angel (film dokumentalny)                                                 | w roli samego siebie                   | Dan Hunt                                                             |
| 2014 | Remember Me (film krótkometrażowy)                                            | ochroniarz                             | Nicolas Martin                                                       |

## Teledyski
| Rok  | Tytuł           | Artysta                        | Reżyser                  |
| ---- | --------------- | ------------------------------ | ------------------------ |
| 2012 | „Hadès”         | François Sagat, Sylvia Gobbel  | Franck Glenisson         |
| 2013 | „Hyper Reality” | Bromance #8                    | Panteros666, Ines Marzat |
| 2015 | „Camera”        | Veronika Mudra                 | Yevgeniy Timokhin        |
| 2017 | „Bluecid”       | Sevdaliza                      | Sevdaliza, Zahra Reijs   |
| 2018 | „Chamelia”      | François Sagat, Igor Dewe      | Igor Dewe, Jona Davis    |
| 2018 | „Trust Me”      | François Sagat, Igor Dewe      | Igor Dewe, Jona Davis    |
| 2020 | „Cum”           | Brooke Candy, feat Iggy Azalea | Dejan Jovanović          |

## Nagrody
| Rok  | Nagroda                 | Kategoria                      | Film           | Inni wykonawcy            |
| ---- | ----------------------- | ------------------------------ | -------------- | ------------------------- |
| 2006 | David Award             | Najlepszy europejski aktor     | –              | –                         |
| 2007 | GayVN Award             | Gejowski wykonawca roku        | –              | –                         |
| 2008 | European Gay Porn Award | Najlepszy trójkąt              | H2O (2007)     | Steve Cruz i Rocky Torrez |
| 2010 | TLA Gay Award           | Najlepsze włosy                | –              | –                         |
| 2011 | HustlaBall Award        | Najlepszy europejski wykonawca | –              | –                         |
| 2013 | PinkX Gay Video Award   | Najlepszy reżyser              | Incubus (2012) | –                         |
| 2013 | PinkX Gay Video Award   | Najlepszy film zagraniczny     | Incubus (2012) | –                         |
| 2019 | XBIZ Award              | Gejowski wykonawca roku        | –              | –                         |